# Pseudione hanseni
Pseudione hanseni är en kräftdjursart som beskrevs av Hugo Frederik Nierstrasz och Brender à Brandis 1923. Pseudione hanseni ingår i släktet Pseudione och familjen Bopyridae. Inga underarter finns listade i Catalogue of Life.